# 제주들불축제

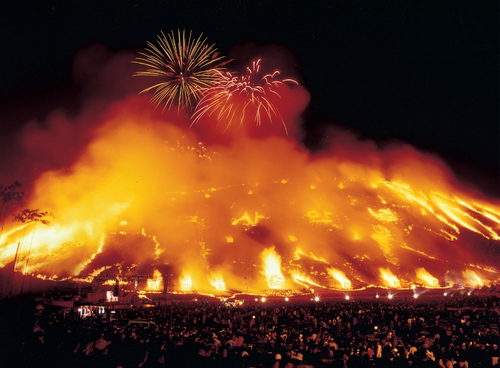
제주들불축제

제주들불축제는 가축 방목을 위해 중산간 초지의 해묵은 풀을 없애고, 해충을 구제하기 위해 마을별로 늦겨울에서 초 봄 사이 목야지 들판에 불을 놓았던 '방애'라는 제주의 옛 목축문화를 현대적 감각에 맞게 재현하여 관광 상품화한 문화관광축제이다.
제주들불축제는 1997년 처음으로 개최하기 시작하였다. 정월 대보름을 전후해 개최되어 온 제주들불축제는 개최역사 19년 동안 2011년 구제역이 전국을 강타했던 해를 제외하고 매년 개최되고 있다. 제주들불축제는 개최 초기 애월읍 납읍리와 구좌읍 덕천리 중산간을 오가며 개최하다 2000년부터 축제장을 지금의 새별오름으로 고정화했다. 축제장이 고정화되면서 축제광장 및 주차시설을 위해 주변 초지를 매입하여 오늘에 이르고 있다.